# Cricotopus nigriforceps
Cricotopus nigriforceps är en tvåvingeart som först beskrevs av Jean-Jacques Kieffer 1921.  Cricotopus nigriforceps ingår i släktet Cricotopus och familjen fjädermyggor.
Artens utbredningsområde är Tyskland. Inga underarter finns listade i Catalogue of Life.